# Lípa republiky (Karlovo náměstí)
Lípa republiky na Karlově náměstí je strom, který roste v Praze 2 na Novém Městě v severní části Karlova náměstí poblíž Novoměstské radnice.

## Historie
Lípa svobody byla vysazena 28. října 1968 na připomínku 50. výročí vzniku Československé republiky. Vysadili ji žáci Základní devítileté školy v Resslově ulici 10 (čp.308/II). Sazenice měla tři kmínky a vyrostla do současného trojkmenu.
Součástí lípy byla pamětní cedulka, odstraněná v období normalizace roku 1972.

## Významné stromy v okolí
- Dub taborský u Národního muzea - Čelakovského sady
- Františkánský tis
- Jinan dvoulaločný Praga – v Botanické zahradě
- Jinan na Novém Městě - v Panské ulici
- Pavlovnie plstnatá na Novém Městě - Vrchlického sady
- Platan javorolistý na Karlově náměstí